# 須磨海浜公園
須磨海浜公園（すまかいひんこうえん）は、兵庫県神戸市須磨区に位置する公園である。

## 概要
須磨海岸沿いに位置する。神戸須磨シーワールドは須磨海浜公園施設内に位置し、最寄り駅に須磨海浜公園駅（JR神戸線）がある。
須磨海水浴場の夏の海開きでも有名であり、公園内には和田岬より移設された和田岬灯台がある。入園は自由（無料）で駐車場も設備されているが駐車は有料。周辺に宿泊施設も多い。
須磨海岸一帯はみなとオアシスの登録をしていて、当園はみなとオアシス須磨の構成施設の一である。
住友友純が野口孫市に指示し建築させた「須磨別邸」が神戸大空襲により焼失し､戦後､須磨別邸跡が神戸市に寄贈され､現在の須磨海浜公園となっている｡現在は、別邸の門柱のみが当時の面影を残す。
園内に設置・展示されている阪神・淡路大震災の被災道路構造物は、2018年に「阪神・淡路大震災による被災構造物群」の一部として土木学会選奨土木遺産に選ばれる。

## アクセス
- 電車：JR神戸線「須磨海浜公園駅」徒歩5分、山陽電鉄月見山駅徒歩15分
- 車：阪神高速若宮IC約1分